# Ganer å
Ganer å är ett vattendrag i västra delen av Danmark. Det ligger i Ringkøbing-Skjerns kommun i Region Mittjylland. Ån har sin källa norr om Skjern och passerar i dess västra utkant innan den via Hestholm sø mynnar i Skjern å.
Som många andra vattendrag har vattendraget påverkats mycket av människan. Under 2007-2010 genomfördes ett projekt till att återställa Ganer å och dess biflöde Kirkeå för att förbättra förutsättningarna för djurlivet och stärka åns rekreationsvärden. I ån finns gädda, aborre, mört, ål och bäcköring.